# Вулька-Надбужна (Підляське воєводство)
Вулька-Надбужна (Вілька, пол. Wólka Nadbużna) — село в Польщі, у гміні Сім'ятичі Сім'ятицького повіту Підляського воєводства. Населення — 135 осіб (2011).

## Географія
Розташоване над річкою Західний Буг.

## Історія
Вперше згадується 1585 року. В червні 1941 ро німці розстріляли в сусідньому селі Слохи 12 мешканців Вільки.
У 1975—1998 роках село належало до Білостоцького воєводства.

## Демографія
Демографічна структура станом на 31 березня 2011 року:
|          | Загалом | Допрацездатний вік | Працездатний вік | Постпрацездатний вік |
| -------- | ------- | ------------------ | ---------------- | -------------------- |
| Чоловіки | 68      | 15                 | 37               | 16                   |
| Жінки    | 67      | 6                  | 34               | 27                   |
| Разом    | 135     | 21                 | 71               | 43                   |